# 安楽寺 (品川区)
安楽寺（あんらくじ）は、東京都品川区にある天台宗の寺院。

## 概要
1556年（弘治2年）、良珊によって開山された。江戸時代は、勅使の品川宿宿泊時に火事等の非常事態が発生した場合の御立退き場（避難所）に指定されていた。
当寺は武蔵野台地の斜面に沿っているので、湧水に恵まれ、これらの水を集めた池もある。かつては、この湧水を近隣住民に分水していた。池の周囲には萩が生い茂っていたことから「萩寺」とも呼ばれている。

## 境内
境内には、平井権八と小紫の「連理塚」がある。「連理」とは、玄宗と楊貴妃との悲恋を扱った長恨歌に出る言い回しで、「比翼連理」の四字熟語として知られている。瀧泉寺（目黒不動）には、権八らの「比翼塚」がある。
他にも庚申塔などの石塔が8基ある。これらの石塔は目黒川の谷山橋のそばに建てられていたが、昭和期の河川改修工事で、当寺に移されたものである。
また「塩立て地蔵」と称される地蔵菩薩像がある。願をかける際に塩を備えるのが習わしであったことから、下半身部分の風化が著しい。

## 墓所
墓地は飛地
- 林交周（初代荏原郡長）
- 平尾福三郎（海軍少将）
- 岩井半吉（海軍主計大監、父半左衛門は福本藩士）

## 交通アクセス
- 不動前駅より徒歩3分。